# Округ Хармон (Оклахома)
Хармон (енгл. Harmon County) је округ у америчкој савезној држави Оклахома.

## Демографија
По попису из 2010. године број становника је 2.922, што је 361 (-11,0%) становника мање него 2000. године.
| Група             | 2000.         | 2010.         |
| Белци             | 2.161 (65,8%) | 1.839 (62,9%) |
| Афроамериканци    | 321 (9,8%)    | 210 (7,2%)    |
| Азијати           | 6 (0,2%)      | 12 (0,4%)     |
| Хиспаноамериканци | 748 (22,8%)   | 756 (25,9%)   |
| Укупно            | 3.283         | 2.922         |